# Provincia Lorestan
Lorestan sau Luristan (persană: لرستان‎) (în traducere „țara lurilor”) este una dintre cele 30 dintre provinciile Iranului, care se află situat la sud-vest de munții Zagros. Capitala proviciei este Khorramabad, oraș în care se află cetatea renumită Falak-ol-Aflak. Provincia se întinde pe o suprafață de 28.294 km2 și are populația de 1.716.527 loc. cu o densitate de 61 loc/km2. Orașele din provincie sunt: Chorramabad, Borudscherd, Aligudarz, Dorud, Kuhdascht, Azna, Delfan, Selseleh, și Pol-e Dokhtar.
Lorestan este situat aproape de granița cu Irakul. Situat într-o vale pitorească înconjurată de munți, Lorestan se află la aproximativ 100 de kilometri (aproximativ 62 mile) est de granița cu Irak.

## Date geografice
Lorestan se află în partea de nord-vest a Iranului el are pe direcția de nordvest-sudest lungimea de 640 km și lățimea între 160 și 180 km. Munții Zagros au în provincie lanțul muntos orientat pe direcția nordvest spre sudest. Cel mai înalt al munților este piscul Oschtoran Kuh cu altitudinea de 4.050 m deasupra n.m., iar cel jos punct este 500 m, fiind situat în văile munților. Râurile cele mai importante care au izvorul în Munții Zagros sunt, Zayandeh Rud, Dscharahi, Karun, Dix, Abi și Karkheh. Clima provinciei este o climă continentală umedă, (cantitate de precipitații 530 – 1270 mm/an, cu temperatură medie vara de 12 - 32 °C; și iarna între -2 - 8 °C.) care favorizează practicarea agriculturii pe câmpiile și dealurile cu sol fertil.

## Sudiviziuni teritoriale

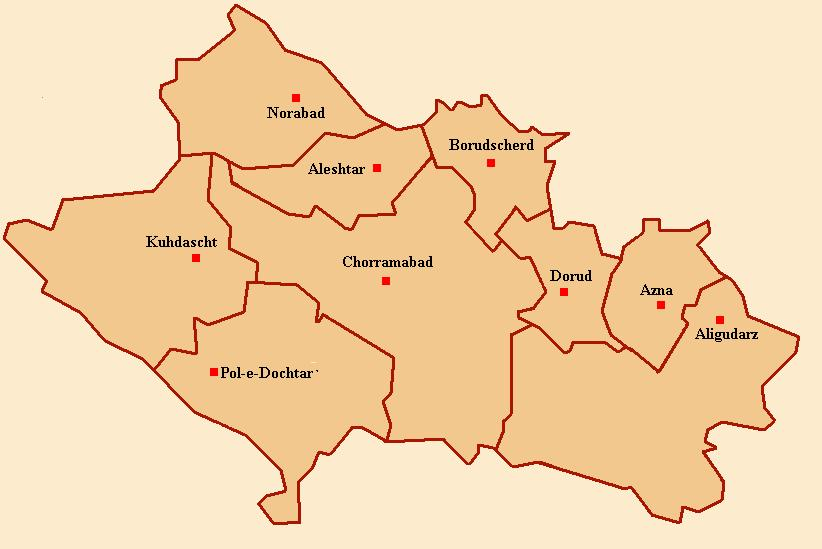
Districtele rurale (Provincia Lorestan)

Provincia Lorestan, este subdivizat în nouă districte rurale:
- Alaschtar
- Aligudarz
- Azna
- Borujerd
- Dorud
- Khorramabad
- Kuhdascht
- Nurabad
- Pol-e Dokhtar

## Istoric
Lorestan este regiunea printre cele mai vechi regiuni populate de om. Aici s-au găsit urme de așezări umane care au o vechime de 3000 - 4000 de ani î.e.n. Regiunea a fost în antichitate la început sub domnia sumerienilor, apoi a elamiților, care a durat pâna la sosirea perșilor prin anul 600  î.e.n. Prin anii 660 e.n. regiunea a fost cucerită de arabi, ca ulterior regiunea, să ajungă din  nou sub stăpânire persană. Azi în provincie trăiesc în cea mai mare parte lurii, care se presupune că au sosit din regiunea de lângă Marea Caspică. Pe lângă luri într-un număr mai mic pot fi întâlniți bakthiarii și kurzii.